# Синсолло
Синсолло или ёлькуджа-тхан — сложное блюдо корейской придворной кухни, состоящее из тефтелей, небольших корейских оладий «чонюо» (전유어), грибов и овощей, которые готовятся вместе в наваристом бульоне. Это блюдо является разновидностью чонголя (сложного густого рагу). Синсолло подаётся в большом серебряном сосуде с отверстием в середине, через которое выходит жар. Блюдо подогревают в течение трапезы.

## Этимология и история
Синсолло — название сосуда для приготовления этого блюда, по нему получило название и само кушанье. «Синсолло» — соединение слов синсон (хангыль: 신선, ханча: 神仙), даосские святые «сянь» и ро (хангыль: 로, ханча: 爐), жаровня. Придворный учёный времён династии Чосон, Чон Хирян (정희량), после изгнания из дворца стал вести затворническую жизнь в горах. Он изготовил жаровню для готовки, а также сосуд, в котором можно было готовить сразу несколько видов овощей. Хирян исчез в горах, и считается, что он стал синсоном, отсюда «жаровня для синсона».
Синсолло также называют ёльгуджа-тхан, буквально суп, который делает рот счастливым.

## Приготовление и сервировка
Хотя исконный рецепт включал только овощи, позже в синсолло стали добавлять рыбу и мясо. В синсолло может быть до 25 ингредиентов: говядина, свинина, курятина, рыба, морское ушко, фазан, голотурии и всевозможные овощи. Варёное мясо и нарезанный дайкон помещаются в центр блюда, грибы и овощи кладут рядом с тефтелями, грецкими орехами, сосновыми орешками, плодами гинкго, тонко нарезанный сладкий красный перец. Сверху блюдо поливают бульоном и готовят на угольной жаровне.